# Сборная ДР Конго по футболу (до 20 лет)
Сборная Демократической Республики Конго по футболу до 20 лет — национальная команда, представляющая ДР Конго в своей возрастной категории. Управляющей организацией является Конголезская федерация футбола, имеющая членство в ФИФА и КАФ. Футболисты из ДР Конго в возрасте 20 лет никогда не побеждали на Кубке африканских наций и не участвовали в чемпионате мира.

## История
Впервые сборная Заира до 20 лет выступила на международном уровне в рамках чемпионата Африки 1989 года, где сначала обыграла Анголу, а затем уступила Нигерии, будущему победителю турнира. В следующий раз команда, уже под названием Демократическая Республика Конго, выступила в квалификации 2007 года. На предварительном этапе ДР Конго обыграла Намибию, но в следующем раунде отказалась выйти на поле против Буркина-Фасо.
На турнире Мориса Ревелло во Франции в 2013 году ДР Конго проиграло во всех четырёх матчах против Франции (0:1), США (0:1), Республики Корея (1:2) и Колумбии (0:1).
Пробиться в основной этап Кубка африканский наций сборной удалось в 2013 году. Для ДР Конго турнир начался ничьей с Габоном, но в дальнейшем команда уступила Мали (1:2) и Нигерии (1:3), заняв в итоге последнее место в группе. Накануне старта квалификации к турниру 2017 года представители ДР Конго объявили, что не выйдут на игру отбора против Бурунди.
Несмотря на то, что ДР Конго не является членом КОСАФА, её молодёжная сборная дважды приглашалась для участия в футбольном чемпионате Юга Африки. В 2016 году команда стала третьей, обыграв в решающем матче Анголу в серии пенальти. Спустя два года сборная ДР Конго не смогла преодолеть групповой этап, проиграв Мозамбику (0:1) и Замбии (0:2).
Во второй раз на Кубок африканских наций ДР Конго смогла пробиться на турнир 2025 года, обыграв в решающем матче квалификации центральноафриканской зоны Республику Конго благодаря дублю Тони Таласи со счётом 2:1.
В разные годы тренерами команды были Эрик Чибасу (2009), Отис Н’Гома (2014—2016) и Мишель Мазингу-Динзей (2022—2023).

## Результаты выступлений

### Кубок африканских наций
| Кубок африканских наций (до 20 лет) | Кубок африканских наций (до 20 лет) | Кубок африканских наций (до 20 лет) | Кубок африканских наций (до 20 лет) | Кубок африканских наций (до 20 лет) |
| Год                                 | Результат                           |                                     | Год                                 | Результат                           |
| ----------------------------------- | ----------------------------------- | ----------------------------------- | ----------------------------------- | ----------------------------------- |
| 1979                                | не участвовала                      | 2003                                | не участвовала                      |                                     |
| 1981                                | не участвовала                      | 2005                                | не участвовала                      |                                     |
| 1983                                | не участвовала                      | 2007                                | снялась с квалиф.                   |                                     |
| 1985                                | не участвовала                      | 2009                                | не прошла квал.                     |                                     |
| 1987                                | не участвовала                      | 2011                                | не прошла квал.                     |                                     |
| 1989                                | первый раунд                        | 2013                                | групповой этап                      |                                     |
| 1991                                | не участвовала                      | 2015                                | не прошла квал.                     |                                     |
| 1993                                | не участвовала                      | 2017                                | снялась с квалиф.                   |                                     |
| 1995                                | не участвовала                      | 2019                                | не прошла квал.                     |                                     |
| 1997                                | не участвовала                      | 2021                                | не прошла квал.                     |                                     |
| 1999                                | не участвовала                      | 2023                                | не прошла квал.                     |                                     |
| 2001                                | не участвовала                      | 2025                                |                                     |                                     |